# .gs
.gsは国別コードトップレベルドメイン（ccTLD）の一つで、イギリス領サウスジョージア・サウスサンドウィッチ諸島に割り当てられている。
.gsは、.af、.cx、.nf、.ki、.tl、.mn、.dm、.muとともに登録や紛争解決サービスを共同で行うCoCCAのメンバーである。